# Resolutie 1558 Veiligheidsraad Verenigde Naties
Resolutie 1558 van de Veiligheidsraad van de Verenigde Naties werd op 17 augustus 2004 unaniem door de VN-Veiligheidsraad aangenomen en verlengde de waarnemingsgroep die de schendingen van het wapenembargo tegen Somalië onderzocht.

## Achtergrond
In 1960 werden de voormalige kolonies Brits-Somaliland en Italiaans-Somaliland onafhankelijk en samengevoegd tot Somalië. In 1969 greep het leger de macht en werd Somalië een socialistisch-islamitisch land. In de jaren 1980 leidde het verzet tegen het totalitair geworden regime tot een burgeroorlog en in 1991 viel het centrale regime. Vanaf dan beheersten verschillende groeperingen elke een deel van het land en enkele delen scheurden zich ook af van Somalië.

## Inhoud

### Waarnemingen
De Veiligheidsraad bevestigde onder meer 's Raads resolutie 733 uit 1992, die een wapenembargo tegen Somalië instelde. De Raad veroordeelde ook de wapenstroom naar dat land; in strijd met die resolutie. Daarom moest het toezicht op het embargo verbeterd worden.

### Handelingen
Alle landen waren verplicht het wapenembargo op te volgen. De secretaris-generaal werd gevraagd om in samenspraak met het comité uit resolutie 751 binnen dertig dagen de waarnemingsgroep uit resolutie 1519 opnieuw op te richten voor zes maanden. Die moest het onderzoek naar de schendingen van het embargo verder zetten, de lijst met schenders onderhouden en aanbevelingen ter zake doen.

## Verwante resoluties
- Resolutie 1474 Veiligheidsraad Verenigde Naties (2003)
- Resolutie 1519 Veiligheidsraad Verenigde Naties (2003)
- Resolutie 1587 Veiligheidsraad Verenigde Naties (2005)
- Resolutie 1630 Veiligheidsraad Verenigde Naties (2005)

Lijst ·  1522 ·  1523 ·  1524 ·  1525 ·  1526 ·  1527 ·  1528 ·  1529 ·  1530 ·  1531 ·  1532 ·  1533 ·  1534 ·  1535 ·  1536 ·  1537 ·  1538 ·  1539 ·  1540 ·  1541 ·  1542 ·  1543 ·  1544 ·  1545 ·  1546 ·  1547 ·  1548 ·  1549 ·  1550 ·  1551 ·  1552 ·  1553 ·  1554 ·  1555 ·  1556 ·  1557 ·  1558 ·  1559 ·  1560 ·  1561 ·  1562 ·  1563 ·  1564 ·  1565 ·  1566 ·  1567 ·  1568 ·  1569 ·  1570 ·  1571 ·  1572 ·  1573 ·  1574 ·  1575 ·  1576 ·  1577 ·  1578 ·  1579 ·  1580